# ماشین تورینگ عصبی

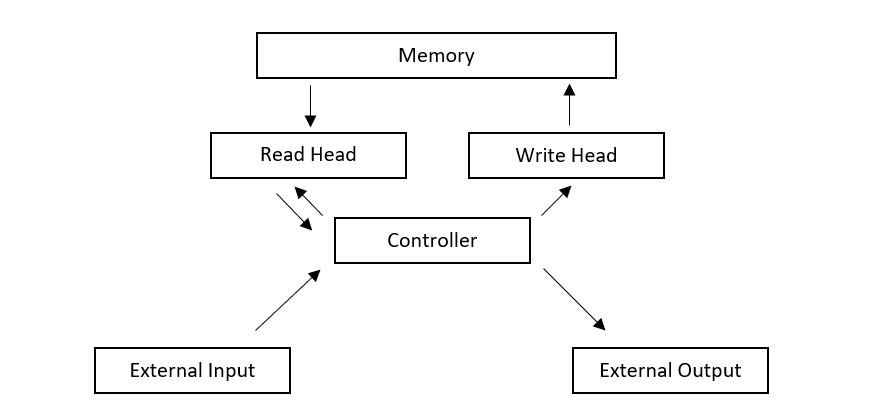
یک چارت از نحوه‌ی عملکرد ماشین عصبی تورینگ

ماشین تورینگ عصبی (به انگلیسی: Neural Turing machine) (NTM) یک مدل شبکهٔ عصبی بازگشتی است. این رویکرد توسط الکس گراوز و همکاران در سال ۲۰۱۴ منتشر شد. قابلیت تطبیق الگوی فازی شبکه‌های عصبی را با قدرت الگوریتمی رایانه‌های قابل برنامه‌ریزی ترکیب می‌کنند. ماشین تورینگ عصبی دارای یک کنترلر شبکه عصبی همراه با منابع حافظه خارجی است که از طریق مکانیسم‌های توجه با آنها در تعامل است. فعل و انفعالات حافظه متفاوت از end-to-end است، و این امکان را برای بهینه‌سازی آنها با استفاده از گرادیان کاهشی فراهم می‌کند. ماشین تورینگ عصبی با یک کنترلر شبکه حافظه طولانی کوتاه-مدت (LSTM) می‌تواند الگوریتم‌های ساده ای مانند کپی، مرتب‌سازی و فراخوان انجمنی را فقط از نمونه‌ها استنباط کند.
نویسندگان مقالهٔ ماشین تورینگ عصبی اصلی کد منبع خود را منتشر نکردند. اولین اجرای پایدار منبع باز در سال ۲۰۱۸ در بیست و هفتمین کنفرانس بین‌المللی شبکه‌های عصبی مصنوعی با دریافت جوایز بهترین مقاله منتشر شد. سایر برنامه‌های منبع باز ماشین‌های تورینگ عصبی وجود دارند اما به اندازه کافی برای استفاده در محصول پایدار نیستند. توسعه دهندگان یا گزارش می‌دهند که گرادیان‌ها اجرای آنها گاهی به دلایل نامعلوم در طول آموزش تبدیل به NaN می‌شود و باعث می‌شود که آموزش از بین نرود. همگرایی کند گزارش می‌دهد. یا سرعت یادگیری اجرای آنها را گزارش نکنید.
رایانه‌های عصبی دیفرانسیلی متمایز از پیشرفت دستگاه‌های عصبی تورینگ با مکانیسم‌های توجه است که عملکرد حافظه را کنترل می‌کنند و عملکرد را بهبود می‌بخشند.